# یوگوواتس
یوگوواتس (به صربی: Jugovac) یک منطقهٔ مسکونی در صربستان است که در پروکوپلیه واقع شده‌است. یوگوواتس ۱۴۶ نفر جمعیت دارد.